# Тиберий Лициний Кассий Кассиан
Тиберий Лициний Кассий Кассиан (лат. Tiberius Licinius Cassius Cassianus) — римский политический деятель середины II века.
О происхождении Кассиана нет никаких сведений. Между 139 и 144 годом, в эпоху правления императора Антонина Пия, он вошёл в состав жреческой коллегии арвальских братьев. На этот момент Кассиану было между 33 и 48 годами. Впоследствии он стал промагистром арвальских братьев. В 147 году Кассиан занимал должность консула-суффекта вместе с Гаем Попилием Каром Педоном. Дальнейшая биография Тиберия не известна.